# Subsecretari de stat în Guvernul Gheorghe Tătărăscu (2)
În Guvernul Gheorghe Tătărăscu (2) au fost incluși și subsecretari de stat, provenind de la diverse partide.

## Subsecretari de stat
- Subsecretar de stat la Ministerul de Interne

Eugen Titeanu (2 octombrie 1934 - 8 aprilie 1936)
- Subsecretar de stat la Ministerul de Interne

Dimitrie Iuca (2 octombrie 1934 - 28 august 1936)
- Subsecretar de stat la Ministerul de Externe

Savel Rădulescu (5 octombrie 1934 - 28 august 1936)
- Subsecretar de stat al Aerului din Ministerul Apărării Naționale

Radu Irimescu (2 octombrie 1934 - 27 aprilie 1935)
Nicolae Caranfil (27 aprilie 1935 - 28 august 1936)
- Subsecretar de stat la Ministerul Apărării Naționale, cu atribuțiuni pentru Ministerul Armamentului

Petre Bejan (9 mai 1935 - 28 august 1936)
- Subsecretar de stat la Ministerul de Justiție

Aurelian Bentoiu (23 septembrie 1935 - 28 august 1936)
- Subsecretar de stat la Ministerul de Finanțe

Mitiță Constantinescu (2 octombrie 1934 - 23 septembrie 1935)
23 septembrie 1935 - Mitiță Constantinescu a fost numit în funcția de guvernator al Băncii Naționale a României.
- Subsecretar de stat la Ministerul de Finanțe

Victor Bădulescu (7 februarie 1935 - 28 august 1936)
- Subsecretar de stat la Ministerul Industriei și Comerțului

Nicolae Gh. Leon (2 octombrie 1934 - 28 august 1936)
- Subsecretar de stat la Ministerul Agriculturii și Domeniilor

Mircea Cancicov (2 octombrie 1934 - 28 august 1936)
- Subsecretar de stat la Ministerul Agriculturii și Domeniilor

Mihail Negură (2 octombrie 1934 - 28 august 1936)
- Subsecretar de stat la Ministerul Muncii, Sănătății și Ocrotirii Sociale

Valeriu Roman (2 octombrie 1934 - 28 august 1936)

## Sursa
- Stelian Neagoe - "Istoria guvernelor României de la începuturi - 1859 până în zilele noastre - 1995" (Ed. Machiavelli, București, 1995)